# Parapales
Parapales – rodzaj muchówek z rodziny rączycowatych (Tachinidae).

## Wybrane gatunki
- P. pallidula Mesnil, 1950,[1]
- P. sturmioides (Mesnil, 1950)[1]
- P. brunnea Mesnil, 1977[1]